# 's-Gravesandeplein 19 (beeld)
Huisnummer ’s-Gravesandeplein 19 te Amsterdam is een artistiek kunstwerk aangebracht aan het gebouw 's-Gravesandeplein 19 aan het 's-Gravesandeplein in Amsterdam-Oost.

Dit gebouw werd in 1902/1903 gebouwd voor de Oosterparkschool. Rond 2004 werd het herontwikkeld tot dienstencentrum. Tegelijkertijd werkte renovatiearchitect Henk Dirkx samen met kunstenaar Sasja Scherjon in het Europees Keramisch Werkcentrum (EKWC). Zij trachtten (opnieuw) een verband te leggen tussen keramiek en architectuur. De toepassing van keramiek in combinatie met architectuur is al terug te vinden in de voorgevel van genoemd gebouw, alwaar een tegeltableau, omringd door bloemmotieven, vermeldt: 
Oosterparkschool van de Vereeniging voor Gereformeerde Scholen te Amsterdam
Dit leidde ertoe dat Scherjon optrad als een soort binnenhuisarchitect met bijvoorbeeld zuilen bij liften etc. Tegelijkertijd werd geconstateerd dat bij een eerdere verbouwing in de zuilen van de ingang twee openingen waren ontstaan. Er werd besloten hier twee nieuwe keramische reliëfs te plaatsen. Aan beide zijden van de toegangsdeur kwam een tableau bestaande uit zes tegels; de linker vermeldt 1, de rechter 9. Die cijfers zijn geplaatst tussen allerlei pictogrammen ontworpen door Bert Lautzenberg. Alles werd uitgesneden via een combinatie van Computer-aided design en computer-aided manufacturing (Cad/Cam). Volgens Scherjon toen een primeur; het ging dan ook talloze keren mis. Uiteindelijk kregen ze het voor elkaar. De pictogrammen beelden allerlei zaken af die toen speelden. Achteraf deelden de kunstenaars de mening dat het pictogram met een pakje sigaretten, gezien het antirookbeleid, wellicht niet verstandig was. Er zijn verschillen in de ontwerpen van 1 en 9. De 1 is glad omgeven door pictogrammen, bij 9 zijn de pictogrammen in het cijfer verwerkt (de omgeving is vlak). Het tableau 1 vermeld het jaar MMIV (MM in opdruk, IV in indruk), de 9 vermeldt de postcode van het gebouw 1091BB.